# Кацалапов, Никита Геннадьевич
Ники́та Генна́дьевич Кацала́пов (10 июля 1991, Москва, СССР) — российский фигурист, выступающий в танцах на льду с Викторией Синициной. Они — бронзовые призёры Олимпийских игр в командном соревновании (2022), серебряные призёры Олимпийских игр в танцах на льду (2022), чемпионы мира (2021), двукратные чемпионы Европы (2020, 2022), серебряные призёры чемпионата мира (2019), серебряные призёры финала Гран-при (2018), бронзовые призёры командного чемпионата мира (2019), победители командного чемпионата мира (2021), двукратные чемпионы России (2019, 2020).
До апреля 2014 года выступал в паре с Еленой Ильиных, с которой они стали олимпийскими чемпионами в командных соревнованиях (2014), бронзовыми призёрами Олимпийских игр в танцах на льду (2014), двукратными серебряными призёрами чемпионата Европы (2013, 2014), бронзовыми призёрами чемпионата Европы (2012), трёхкратными серебряными призёрами чемпионата России (2012, 2013, 2014), чемпионами мира среди юниоров (2010). Заслуженный мастер спорта России (2014).

## Биография
Никита Геннадьевич Кацалапов родился 10 июля 1991 в Москве. Его мать была профессиональной фигуристкой, однако вследствие полученной травмы она попрощалась со спортом и стала работать тренером.
Учился в институте физкультуры, в 2013 году защитил диплом на тему «Характеристика поддержек в соревновательных программах высококвалифицированных фигуристов-танцоров». В свободное время любит общаться с друзьями и играть в футбол. Поддерживает дружеские отношения с хореографом Даниилом Глейхенгаузом и тренером Сергеем Розановым.

## Карьера

### Ранние годы
Фигурным катанием Никита начал заниматься в 4 года в детском театре на льду «Алеко». Участвуя в разных постановках театра, одновременно учился на льду разным элементам под руководством матери. Когда встал вопрос выбора — спорт или театр, Никита выбрал спорт. Тогда он начал заниматься в «Сокольниках» в группе Марины Друзик. Через 1,5 года начал тренироваться в школе Виктора Николаевича Кудрявцева в группе Натальи Петровны Дубинской.
Как одиночник он стал отставать по прыжкам от ровесников и по настоянию матери перешёл в танцы на льду. Его партнёршей стала тоже бывшая одиночница Елена Ильиных, с которой он и начал тренироваться под руководством завершившей карьеру в любительском спорте Ирины Лобачёвой, но из-за постоянных разногласий пара распалась. Никита первый год после расставания с Ильиных катался один под руководством Аллы Юрьевны Беляевой. В 2007 году Никита перешёл в группу Александра Жулина, который поставил его в пару к Ангелине Кабышевой, однако и этот дуэт не состоялся, распавшись через год. В 2008 году Кацалапов опять встал в пару с вернувшейся из США в Москву на зимние каникулы Еленой Ильиных.

### Юниорские достижения

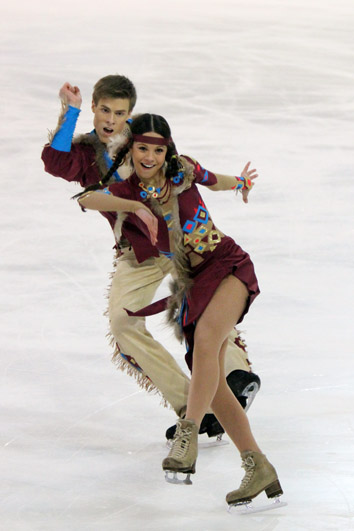
Елена Ильиных и Никита Кацалапов на чемпионате мира среди юниоров.

На дебютном первенстве России среди юниоров 2009 года Елена Ильиных и Никита Кацалапов заняли четвёртое место., не попав на юниорский чемпионат мира. Далее последовала победа в финале юниорского Кубка России, который прошёл в Твери.
Следующий сезон дуэт начал с убедительных побед на этапах Гран-при среди юниоров в Венгрии и Польше. В финале серии Гран-при среди юниоров в Токио Елена и Никита завоевали серебряные медали, уступив лишь другой российской паре — Ксении Монько и Кириллу Халявину. Этой же паре, воспитанникам Светланы Алексеевой, Елены Кустаровой и Ольги Рябининой, ученики Александра Жулина проиграли и на национальном первенстве в феврале 2010 года в Саранске. На чемпионате мира, который прошёл в Гааге, Ильиных и Кацалапов стали чемпионами мира среди юниоров, сделав все обязательные элементы на четвёртые уровни и опередив ближайших преследователей почти на 16 баллов.

### 2010—2011: переход на взрослый уровень
В свой первый сезон на взрослом уровне Ильиных и Кацалапов для своего произвольного танца выбрали музыку из балета «Дон Кихот». Хореограф Людмила Власова вспоминала, что с удовольствием ставила фигуристам эту программу: «Я и сама танцевала в „Дон Кихоте“, поэтому пересматривать ничего не пришлось. Все давно заложено, тело помнит каждое движение. Лене и Никите очень шли образы: они оба эмоциональные, как бомбы, с характером и невероятной энергетикой». В октябре 2010 года пара дебютировала на взрослых этапах Гран-при. На NHK Trophy 2010 после короткого танца Елена и Никита занимали третье место, однако в произвольном танце им не удалось сохранить свою позицию и по итогам соревнований они стали четвёртыми. На втором этапе, который проходил в России, Ильиных и Кацалапов в коротком танце сорвали поддержку и после первого вида танцев шли на шестом месте. Перед произвольным танцем с соревнований снялись сразу две пары, которые после короткого танца располагались выше Ильиных и Кацалапова. В произвольном танце Елена и Никита стали вторыми, что позволило им стать третьими по итогам соревнований, тем самым выиграв свою первую медаль этапов Гран-при. На чемпионате России они стали бронзовыми призёрами, уступив Екатерине Бобровой / Дмитрию Соловьёву и Екатерине Рязановой / Илье Ткаченко. Благодаря этому результату они заработали путёвку на первый в их жизни чемпионат Европы.
На дебютном чемпионате Европы российский дуэт остановился в шаге от пьедестала почёта, но они обошли другой российский дуэт — Рязанову и Ткаченко, что позволило им завоевать путёвку на чемпионат мира 2011 (у России было две квоты). Чемпионат мира должен был пройти в Токио, но в связи с землетрясением был перенесён в Москву и состоялся в апреле 2011 года. Они заняли седьмое место на этом соревновании.
После окончания сезона, они закончили своё сотрудничество с Александром Жулиным и Олегом Волковым. По словам Кацалапова, главной причиной расставания стало недовольство качеством и интенсивностью работы специалиста, Жулин не раз пропускал тренировки и им приходилось учиться по видеозаписям. Пара будет работать под руководством Николая Морозова.

### 2011—2012

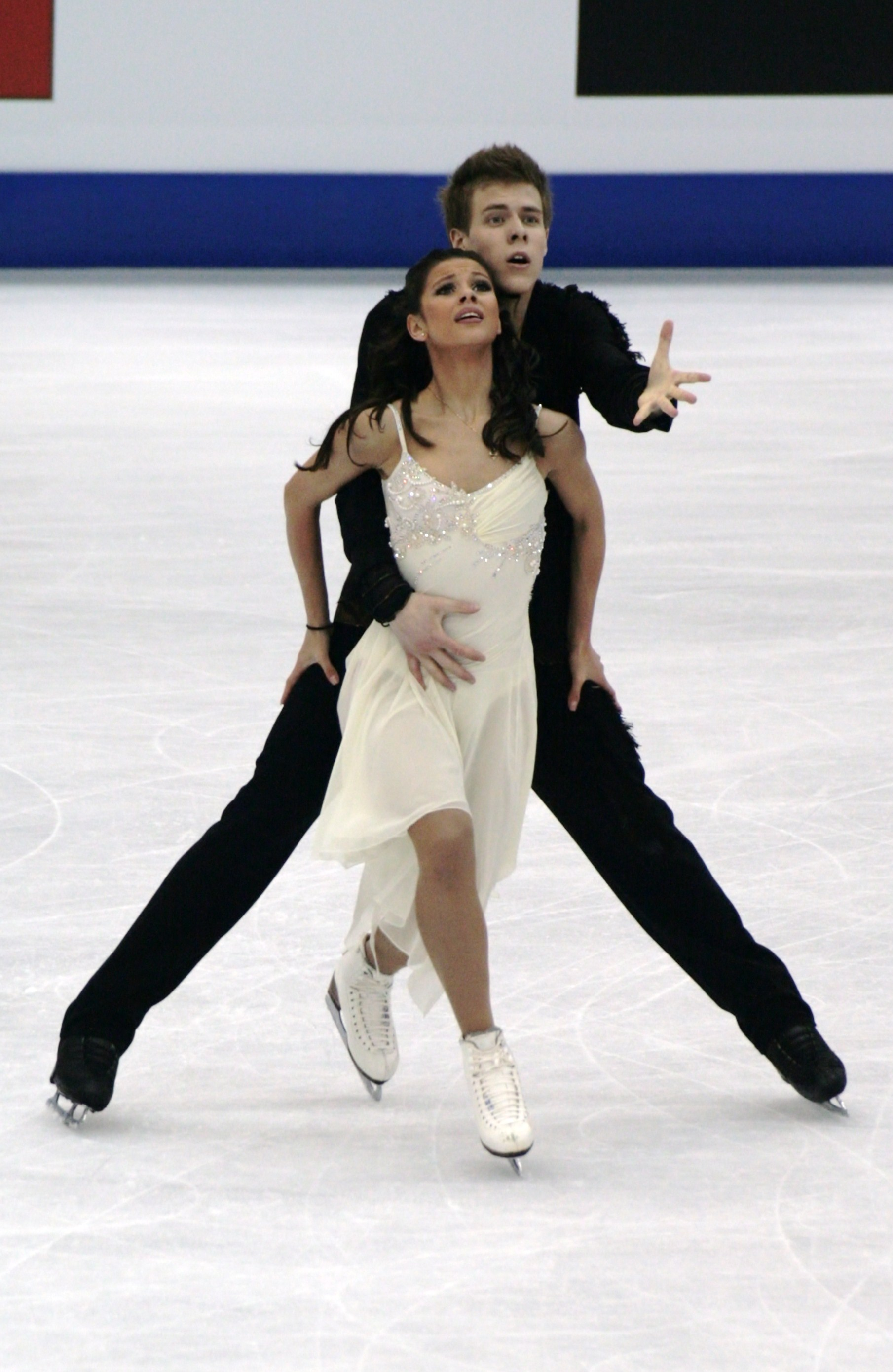
Ильиных и Кацалапов на чемпионате мира 2012.

Первым стартом сезона стал этап Гран-при NHK Trophy 2011. После короткого танца Ильиных и Кацалапов занимали первое место, однако удержать преимущество они не смогли и в итоге стали третьими. Во Франции российский дуэт финишировал четвёртым и не попал в финал Гран-при. На чемпионате России пара впервые в карьере завоевала серебряные медали.
На чемпионате Европы Елена и Никита занимали седьмое место после короткого танца, но в произвольном танце пара выступила успешно и поднялась на третье место, опередив в борьбе за бронзу итальянцев Анну Каппеллини и Луку Ланотте на 0,03 сотых балла, тем самым впервые в карьере став призёрами европейского первенства. На чемпионате мира, который состоялся в Ницце, Ильиных и Кацалапов заняли пятое место, став лучшей российской парой на турнире. В апреле Елена и Никита приняли участие в командном чемпионате мира, где заняли пятое место в соревновании танцевальных дуэтов, а сборная России в итоговом протоколе оказалась на той же строчке.

### 2012—2013

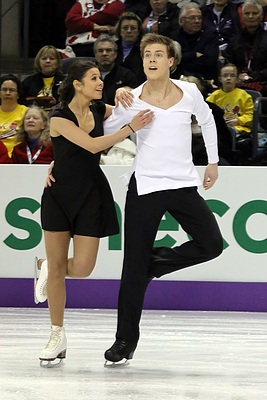
Ильиных и Кацалапов во время исполнения произвольного танца на чемпионате мира 2013.

Новый сезон Ильиных и Кацалапов начали на турнире Crystal Skate, который проходил в Румынии. Пара одержала уверенную победу, опередив ближайших преследователей на 22 балла. Затем они выиграли серебро на домашнем этапе Гран-при, уступив только канадцам Тессе Вертью и Скотту Моиру. Через две недели Елена и Никита выступила на своём втором этапе Гран-при NHK Trophy 2012. По итогам короткого танца Ильиных и Кацалапов стали третьими. В произвольном танце они поднялись на одну позицию и завоевали серебряную медаль, которая помогла им впервые в их карьере выйти в финал Гран-при. После выступления стало известно, что Ильиных отравилась перед произвольным танцем, но пара не снялась с соревнований и продолжила борьбу за высокие позиции. В финале Гран-при, который проходил в Сочи, пара замкнула шестёрку лучших.
На чемпионате России, Ильиных и Кацалапов завоевали серебряную медаль, уступив, как и год назад, Екатерине Бобровой и Дмитрию Соловьёву. На чемпионате Европы в Загребе, они заняли второе место в коротком танце и первое место в произвольном танце, но этого хватило лишь на серебряную медаль — они проиграли 0,11 сотых балла в борьбе за золотые медали, уступив Бобровой и Соловьеву. Заключительным стартом сезона для пары стал чемпионат мира, который в марте прошёл в канадском Лондоне, по итогам которого Ильиных и Кацалапов финишировали на девятой позиции.

### 2013—2014: Олимпийский сезон

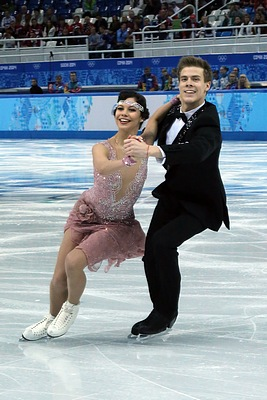
Фигуристы на своей первой Олимпиаде

В качестве музыкального сопровождения в коротком танце Елена и Никита выбрали следующие музыкальные фрагменты: первая часть — мелодия «Bei mir bist du schoen», вторая — фокстрот «Sixteen Tons», в третьей фигуристы использовали известную музыкальную композицию «Sing, Sing, Sing». Произвольный танец был поставлен на музыку из балета Петра Ильича Чайковского «Лебединое озеро».
Первым международным турниром в новом сезоне стал этап Гран-при NHK Trophy 2013, по итогам которого российский дуэт занял четвёртое место, уступив в борьбе за третье место сестре и брату Шибутани 2,21 балла. На своем следующем этапе во Франции они замечательно откатали обе программы и выиграли серебряную медаль, оказавшись впереди хозяев соревнований Натали Пешала и Фабьяна Бурза. На чемпионате России, в произвольном танце, Елена и Никита сорвали поддержку, что не помешало им третий год подряд выиграть серебряные медали национального чемпионата.
На чемпионате Европы, который в январе 2014 года прошёл в Будапеште, Ильиных и Кацалапов боролись за золотые медали с итальянским дуэтом Каппеллини / Ланотте (Пешала / Бурза и Боброва / Соловьёв пропускали турнир). После короткого танца российский дуэт шёл на втором месте, уступая итальянцам 0,04 балла. Однако, в произвольном танце Елена упала во время исполнения серии твизлов, что не позволило им стать чемпионами Европы. Они уступили Каппеллини и Ланотте 1,10 балла и во второй раз в карьере стали вице-чемпионами Европы.
На домашней Олимпиаде Елена и Никита приняли участие и в личном, и в командном первенстве. 9 февраля они выступили со своим произвольным танцем и заняли третье место, тем самым положив в копилку сборной России 8 баллов. Их напарники по команде Евгений Плющенко, Юлия Липницкая, Татьяна Волосожар, Максим Траньков, Ксения Столбова, Фёдор Климов, Екатерина Боброва и Дмитрий Соловьёв ни разу не опустились ниже третьего места и с большим преимуществом завоевали золотые медали. Таким образом, Елена Ильиных и Никита Кацалапов стали олимпийскими чемпионами в командных соревнованиях. Спустя неделю начались соревнования в танцах на льду, где Елена и Никита также претендовали на медали. В коротком танце Ильиных и Кацалапов заняли третье место, опережая французский дуэт Пешала и Бурза на 0,26 балла. На следующий день танцоры продемонстрировали свои произвольные танцы. Получив за свой танец 110.44 балла Елена и Никита стали бронзовыми призёрами личного турнира. Российская пара получила 5 оценок 10,00 за компоненты: три за качество исполнения (англ. Performance / Execution), по одной за хореографию (англ. Composition / Choreography) и за общее впечатление (англ. Interpretation / Timing).
26 марта, за два дня до начала турнира танцоров на чемпионате мира, появилась информация, что Ильиных и Кацалапов с нового сезона не будут выступать вместе, а Никита встанет в пару с Викторией Синициной. На следующий день тренер дуэта Николай Морозов заявил, что ни о каком распаде не слышал и пара готовится к мировому первенству. 28 марта начались соревнования танцевальных дуэтов. Елена и Никита после короткого танца занимали лишь пятое место, так как партнёр сорвал серию твизлов и пара за этот элемент не получила ни одного балла. В произвольном танце им удалось отыграть одно место, но на пьедестал почёта они не попали. Победителям соревнований итальянцам Каппеллини и Ланноте российский дуэт уступил 1,05 балла.
7 апреля Елена Ильиных заявила, что 4 апреля на диспансеризации к ней подошел Никита, поблагодарил за сотрудничество и сказал, что больше выступать с ней в паре не будет.

### 2014—2015: начало выступлений с Викторией Синициной
11 апреля стало известно, что Виктория Синицина и Никита Кацалапов обратились в ФФККР с просьбой разрешить им выступать в паре. 5 июня федерация фигурного катания на коньках России утвердила пару Синицина / Кацалапов, тренироваться новый дуэт будет под руководством Марины Зуевой в Детройте.
Пара дебютировала в новом сочетании на российском этапе Гран-при и остановилась в шаге от пьедестала, уступив бывшим партнёрам почти 13 баллов. На NHK Trophy 2014 пара выступила неудачно: Никита уронил с поддержки Викторию, а затем фигуристы сорвали поддержку. По итогам соревнований Виктория и Никита стали седьмыми. На чемпионате России пара заняла четвёртое место и не отобралась на главные старты.

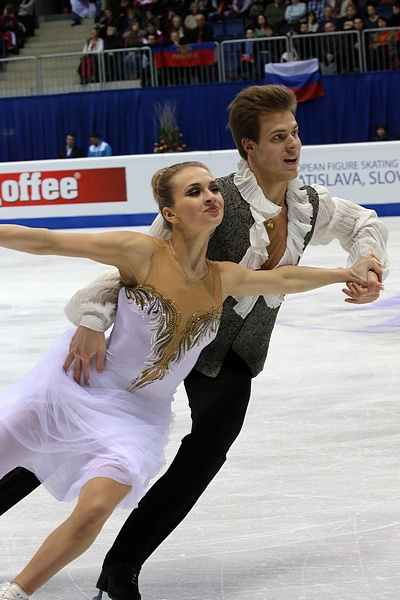
Никита Кацалапов в паре с Викторией Синициной

### 2015—2016
Из-за травмы Кацалапова пара пропустила контрольные прокаты в Сочи. Несмотря на травму, дуэт успел подготовиться к своему первому этапу Гран-при, который прошёл в Америке. По итогам соревнований Виктория и Никита завоевали серебряные медали. Для них это была первая совместная медаль. На следующем своём этапе Гран-При в России Синицина и Кацалапов стали третьими, что не позволило им попасть в финал коммерческой серии. На чемпионате России пара лидировала после короткого танца, однако, из-за ошибки Кацалапова во время исполнения твизлов, удержать лидерство они не смогли и стали серебряными призёрами национального чемпионата.
На своём дебютном чемпионате Европы, который в январе 2016 года прошёл в Братиславе, Синицина и Кацалапов заняли четвёртое место. В марте российский дуэт принял участие в дебютном в их совместной карьере чемпионате мира, который проходил в Бостоне. В коротком танце они стали девятыми, в произвольном десятыми и по итогу соревнований Виктория и Никита заняли девятое место.

### 2016—2017
Подготовка к новому сезону началась с того, что Никите через два дня после чемпионата мира в Бостоне прооперировали плечо. Тренироваться на льду он начал через два месяца после операции. В качестве музыкального сопровождения в коротком танце пара выбрала блюз Дюка Эллингтона и композицию Леди Гаги и Тони Беннетта «If It Ain’t Got That Swing», произвольный танец — танго Астора Пьяццоллы. После контрольных прокатов пара осталась тренироваться в Москве. Возвращение связано с тем, что Никите нужно пройти полный курс реабилитации на плече и до чемпионата России Синицина и Кацалапов будут тренироваться у Олега Волкова. На своём первом в сезоне международном старте на этапе Гран-при в Китае Синицина и Кацалапов заняли четвёртое место, уступив в борьбе за бронзу своим соотечественникам Александре Степановой и Ивану Букину 5,47 балла. Через неделю они выступали на японском этапе Гран-при в Саппоро, где заняли только пятое место.

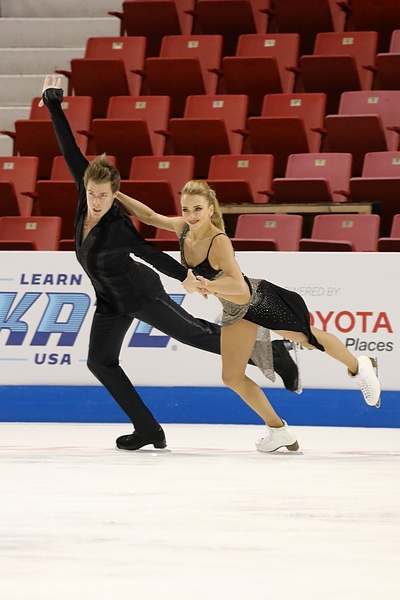
Виктория и Никита на этапе Гран-при Skate America (2017 год)

Перед национальным чемпионатом стало известно, что с парой будет работать Елена Чайковская. В конце декабря на чемпионате России, который состоялся в Челябинске, фигуристы в сложной борьбе заняли третье место, выиграв сотые балла у Елены Ильиных и Руслана Жиганшина. В конце января российские спортсмены выступали в Остраве на европейском чемпионате. В коротком танце пара получила первый уровень за параллельную дорожку шагов, что привело к восьмому месту по итогам первого вида соревнований. В произвольном танце Никита сорвал твизлы и по итогам соревнований Синицина и Кацалапов стали десятыми. Сезон для пары подошёл к концу.

### 2017—2018: переход к новому тренеру, олимпийский сезон
22 апреля Александр Жулин сообщил, что пара Синицина / Кацалапов теперь будет работать у него. Татьяна Анатольевна Тарасова выразила мнение, что Жулин — это последний причал Кацалапова. Произвольный танец Синициной и Кацалапова был поставлен на музыку Сергея Рахманинова концерт для фортепиано с оркестром № 2.
Олимпийский сезон российская пара начала на турнире серии «Челленджер» в Минске. В коротком танце они упали во время выполнения поддержки, что привело к обнулению элемента и предварительному третьему месту. В произвольном танце также не обошлось без мелких ошибок, из-за чего они так и остались на третьем позиции. Через месяц фигуристы приняли участие в японском этапе Гран-при, по итогам которого Виктория и Никита остановились в шаге от пьедестала. На втором этапе в США Синицина и Кацалапов выиграли бронзовые медали, впервые за два года попад на пьедестал почёта серии Гран-при.
На национальном чемпионате в середине декабря в Санкт-Петербурге пара шла на четвёртом месте после короткого танца — Вика допустила ошибку во время исполнения серии твизлов. Прокат произвольного танца пара не смогла закончить. В середине программы фигуристы сорвали поддержку, после чего остановили прокат, подъехали к рефери и сообщили, что снимаются с соревнований. Врачи диагностировали у Никиты разрыв связки голеностопа правой ноги. Пара снова досрочно завершила сезон.

### 2018—2019: победа на чемпионате России, серебро мирового первенства

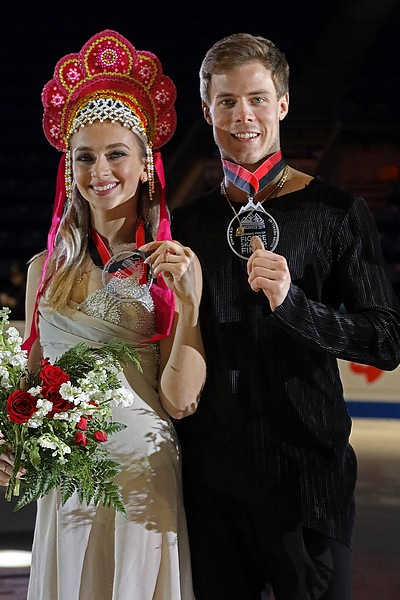
Синицина и Кацалапов -серебряные призёры финала Гран-при (2018 год)

В начале августа тренер пары Александр Жулин объявил, что ритмический танец целиком поставлен по мотивам произведения «Verano Porteño» Астора Пьяццоллы в исполнении Рауля Гарельо. Для произвольного танца тренер Синициной и Кацалапова выбрал две композиции: первая часть составлена по мотивам произведения Иоганна Себастьяна Баха «Air», вторая часть — «Прелюдия и аллегро в стиле Пуньяни» Фридриха Крейслера.
Первым турниром в сезоне стал этап кубка России, который они уверенно выиграли. Через неделю Синицина и Кацалапов одержали победу на Ondrej Nepela Trophy 2018, тем самым они впервые выиграли турнир серии «Челленджер». На двух своих этапах Гран-при (в Канаде и во Франции) пара выиграла серебряные медали, что помогло им впервые в карьере выйти в финал коммерческой серии. В финале Гран-при Синицина и Кацалапов стали серебряными призёрами, уступив только американскому танцевальному дуэту Мэдисон Хаббелл и Захарий Донохью. В конце года Виктория и Никита впервые в карьере выиграли чемпионат России, обойдя ближайших преследователей Александру Степанову и Ивана Букина почти на 4 балла.
На чемпионат Европы, который в январе 2019 года прошёл в Минске, пара отправилась в качестве претендентов на медали. Однако, в ритмическом танце Никита упал во время исполнения серии твизлов, что привело к пятому месту после первого дня соревнований, отставание от третьего место составляло почти девять баллов. В произвольном танце российские фигуристы стали третьими, но по итогу соревнований они остановились в шаге от пьедестала.
В конце марта Виктория и Никита приняли участие в чемпионате мира, который прошёл в японском городе Сайтама. По итогам соревнований Синицина и Кацалапов стали вице-чемпионами мира, впервые в карьере став призёрами мирового первенства.
В середине апреля приняли участие в командном чемпионате мира, где стали вторыми и в ритмическом, и в произвольном танцах, тем самым они принесли команде 22 балла из 24 возможных. По итогам турнира сборная России завоевала бронзовые медали. Никита Кацалапов был капитаном команды на этом турнире.

### 2019—2020: золото Чемпионата России, победа на Чемпионате Европы
В середине лета стало известно под какую музыку пара будет выступать в новом сезоне. Ритм-танец поставлен под композицию «Singin' in the Rain» из одноимённого мюзикла. Для произвольного танца пара взяла две композиции: «Песня матери» из цикла «Цыганские мелодии» Антонина Дворжака и «I giorni» Людовико Эйнауди.
7 и 8 сентября 2019 года Синицина и Кацалапов выступили на контрольных прокатах сборной России на малой арене «Лужников» в Москве, оценив свою физическую готовность как «недостаточную».
Начать свой международный сезон пара решила с турнира серии «Челленджер» на Мемориале Ондрея Непелы. Виктория и Никита одержали уверенную победу, обойдя ближайших преследователей почти на десять баллов. Затем в начале октября дуэт выступил на «Shanghai Trophy», где также легко победил.
Серия этапов Гран-при для пары началась в китайском Чунцине. Российский дуэт спокойно выиграл ритм-танец, обойдя американский дуэт Мэдисон Чок и Эван Бейтс на пять баллов. Этого преимущества хватило для итоговой победы, которая стала первой на этапах Гран-при для Виктории и Никиты. Второй этап Гран-При — Rostelecom Cup в Москве — также оказался победным для Виктории и Никиты. В финале Гран-при, проходившем в Турине с 5 по 7 декабря, Виктория Синицина и Никита Кацалапов из-за помарок заняли лишь шестое место, уступив лидерам более шестнадцати баллов.
На Чемпионате России в Красноярске они одержали вторую в карьере победу, обыграв Александру Степанову и Ивана Букина чуть более, чем на один балл.
На Чемпионате Европы в австрийском Граце паре удалось навязать серьёзную борьбу четырёхкратным чемпионам мира Габриэле Пападакис и Гийому Сизерону. В ритм-танце российский дуэт уступил 5 сотых балла ближайшим соперникам. Блестяще выступив в произвольном танце, Синицина и Кацалапов одержали победу на Чемпионате Европы, оставив сильнейшую французскую пару на втором месте с отрывом в 14 сотых балла.
После небольшого перерыва приняли участие в известном шоу «Art on Ice». Однако затем последовала отмена чемпионата мира в Монреале из-за пандемии коронавируса.

### 2020—2021: пропуск внутренних стартов, победа на чемпионате мира
Сезон стал одним из самых сложных для многих спортсменов: серия Гран-При была отменена из-за пандемии коронавируса, а впоследствии и чемпионат Европы 2021.
Из-за сложной ситуации с межсезонной подготовкой и недостаточным количеством времени Совет ИСУ принял решение, сохранить основные требования сезона 2019—2020 на сезон 2020—2021, тем самым дав возможность спортсменам оставить прошлогодние программы. В связи с отсутствием международных соревнований, ФФКР (Федерация Фигурного катания России на коньках) организовала этапы Кубка России фигурного катания на коньках, которые проходили в первой половине сезона в разных городах России.
С сентябрьских контрольных прокатов сборной России фигуристы вынуждены были сняться из-за травмы спины у партнёра. Первым стартом для танцевальной пары Синицина/Кацалапов стал 2-й этап Кубка России, проходивший в Москве в Мегаспорте с 10 по 13 октября с минимальным количеством зрителей. После ритм-танца под песню Singin' in the Rain заняли лидирующие позиции. В премьерном произвольном танце под песни Come Together группы The Beatles и Smile Чарли Чаплина в исполнении Майкла Джексона Виктория почувствовала сильную боль в колене, и пара завершила выступление, докатав танец только до середины. Как позже выяснилось, Виктории диагностировали воспаление коленного сухожилия, из-за чего пара пропустила 3-й этап Кубка России в Сочи. Начав восстанавливаться после травм, спортсмены подготовились к этапу Гран-при Rostelecom cup, на котором выступили хорошо и заняли 1 место. После этого старта Виктория и Никита заразились коронавирусом. Никита перенёс болезнь легко, Виктория- в тяжелой форме с частичным поражением лёгких. Из-за этого они вынуждены были пропустить чемпионат России, а также организованный в формате шоу Кубок Первого Канала. Выздоровев, Виктория и Никита уверенно выступили на Финале Кубка России 2021, взяв золото. Это победа подтвердила их участие на главном старте сезона — чемпионате мира в Стокгольме.
Вместе с тренерским штабом Виктория Синицина и Никита Кацалапов приняли решение вернуться к предыдущему произвольному танцу, так как новая постановка была невкатанной из-за нехватки времени. В составе сборной России спортсмены отправились в столицу Швеции специальным рейсом. Организаторами были установлены очень жесткие правила, не позволяющие выходить за пределы катка и отеля. В этом чемпионате мира не приняли участие пара Габриэлла Пападакис/Гийом Сизерон, на медали в разной степени претендовало шесть дуэтов.
Блестяще откатав свой ритмический танец российский дуэт захватил лидерство в соревнованиях и перед решающим днём обходил главных конкурентов американцев Мэдисон Хаббелл и Закари Донохью на два балла. В произвольном танце Виктория и Никита продемонстрировали уверенный прокат и завоевали своё первое золото чемпионата мира, обновив личные рекорды в произвольном танце и по общей сумме баллов, обойдя ближайших конкурентов почти на семь итоговых баллов. В последний раз российские танцоры поднимались на высшую ступень пьедестала почёта в 2009 году (Оксана Домнина и Максим Шабалин).
По итогам чемпионата мира в Стокгольме был сформирован состав для участия в командном чемпионате мира, который прошёл с 15 по 18 апреля в Осаке, Япония.
Выступив на высшем уровне и в ритмическом, и в произвольном танце, Виктория и Никита принесли максимальные баллы команде России. Сборная России впервые завоевала золотые медали Командного чемпионата мира.

### 2021—2022: Олимпийский сезон
В сентябре на контрольных предсезонных прокатах сборной, проводившихся в Челябинске, Виктория и Никита представили новые программы для олимпийского сезона. Ритм-танец фигуристы исполнили под композицию из фильма «Девять с половиной недель» You Can Leave Your Hat On и произведение группы Commodores Brick House, а произвольный — под классическую музыку Сергея Рахманинова.
Первым стартом в сезоне стал этап кубка России в Йошкар-Оле. Пара выиграла ритмический танец, получив баллы выше мирового рекорда. На следующий день Никита на тренировке сорвал спину. Дуэт снялся с произвольного танца. 19 октября Никита сообщил, что ему уже стало лучше, он начал тренироваться в облегчённом режиме, без поддержек. Пара начала подготовку к японскому этапу Гран-при.
В ноябре фигуристы выиграли четвёртый этап серии Гран-при NHK Trophy в Японии, набрав за две программы 215.44 балла. Спортсмены лидировали после исполнения ритм-танца с результатом 86.33 балла, в произвольной программе Виктория и Никита сохранили лидирующую позицию и завоевали золотые медали турнира. Через две недели Виктория и Никита в третий раз подряд выиграли Rostelecom Cup, обеспечив себе место в финале коммерческой серии. В начале декабря объявили, что финал не состоится из-за нового варианта коронавируса 
«Омикрон».
На чемпионате России Синицина и Кацалапов уверенно выиграли ритмический танец, получив 93,61 балла, обойдя ближайших конкурентов почти на пять баллов, но из-за травмы спины у Никиты им пришлось сняться с турнира.
В январе 2022 года они выступили на чемпионате Европы, который проходил в Таллине. Виктория и Никита захватили лидерство после ритм-танца c 87,89 баллами. В произвольном танце российский дуэт укрепил своё лидерство, тем самым став двукратными чемпионами Европы.
Никита был назначен капитаном команды ROC
на олимпийском командном турнире. Четвёртого февраля российский дуэт выступил в ритм-танце, получив за свой прокат 85.05 балла, что принесло команде девять очков. Седьмого февраля Виктория и Никита откатали произвольный танец, где снова принесли сборной ROC девять очков. По итогам командных соревнований сборная ROC одержала победу, а Виктория и Никита стали олимпийскими чемпионами. Седьмого февраля Виктория и Никита выступили с произвольным танцем, где снова принесли команде ROC девять очков. По итогам командных соревнований сборная ROC одержала победу, а Виктория и Никита стали олимпийскими чемпионами.
В танцевальном турнире Виктория и Никита также боролись за медали. В ритмическом танце российский дуэт показал чистый и сильный прокат, получив за него 88,85 балла, уступив только главным фаворитам соревнований французам Пападакис и Сизерону. Через два дня Синицина и Кацалапов вновь блестяще выступили, набрав 131.66 балла, что позволило им сохранить серебряные медали. Никита стал полным кавалером олимпийских наград..

## Общественная деятельность
18 марта 2022 года, вместе с партнёршей Викторией Синициной, выступил в «Лужниках» на провластном митинг-концерте в поддержку войны с Украиной и в честь годовщины аннексии Крыма Россией под названием «Za мир без нацизма! Zа Россию! Zа Президентa». При этом, как и другие спортсмены, Кацалапов был одет в куртку с нашивкой «Z», символом российского военного вторжения в Украину. В декабре 2022 года Украина ввела персональные санкции против Кацалапова за поддержку российского вторжения в Украину.

## Личная жизнь
С 2015 года в отношениях со своей партнершей по танцам на льду Викторией Синициной. 22 мая 2022 года Никита сделал предложение Синициной. 2 октября 2022 года Виктория Синицина и Никита Кацалапов официально стали мужем и женой.

## Программы
(с В. Синициной)
| Сезон     | Короткий танец                                                                                          | Произвольный танец | Показательные выступления                                                  |
| --------- | --- | --- | -------------------------------------------------------------------------- |

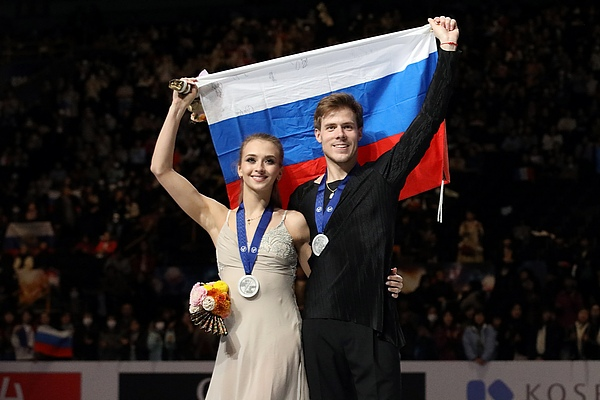
Виктория Синицина и Никита Кацалапов — серебряные призёры чемпионата мира

| 2021/2022 | - You Can Leave Your Hat On (из фильма «Девять с половиной недель») Джо Кокер - Brick House Commodores  | - Концерт для фортепиано с оркестром № 2 - Рапсодия на тему Паганини Сергей Рахманинов                                                                               | - Там нет меня Севара                                                      |
| 2020/2021 | - Singin' in the Rain Фред Астер                                                                        | - Songs My Mother Taught Me Антонин Дворжак - Einaudi: I giorni (Arr. For Violin, Piano and String Orchestra) Людовико Эйнауди - Come Together - Smile Майкл Джексон | - My Way Алоэ Блэк                                                         |
| 2019/2020 | - Singin' in the Rain Фред Астер                                                                        | - Songs My Mother Taught Me Антонин Дворжак - Einaudi: I giorni (Arr. For Violin, Piano and String Orchestra) Людовико Эйнауди                                       | - Who Wants To Live Forever Sarah Brightman                                |
| 2018/2019 | - Танго: Verano Porteno Астор Пьяццолла, в исполнении Raul Garello                                      | - Suite in D «Air» Иоганн Себастьян Бах - Praeludium and Allegro Фриц Крейслер                                                                                       | - The Man I love Элла Фицджеральд                                          |
| 2017/2018 | - Румба - Самба                                                                                         | - Концерт для фортепиано № 2 Сергей Рахманинов | - Going to the Run Golden Earrings                                         |
| 2016/2017 | - Блюз: Love Creole Дюк Эллингтон - Свинг: It Don’t Mean a Thing в исполнении Тони Беннетта и Леди Гаги | - Танго Балет Астор Пьяццолла | - Going to the Run Golden Earring                                          |
| 2015/2016 | - Лебединое озеро Пётр Ильич Чайковский                                                                 | - Io Ci Saro Андреа Бочелли и Лан Лан | - Grande Polonaise for Piano and Orchestra из к/ф «Пианист» Фридерик Шопен |
| 2014/2015 | - Фламенко: Toitas las Mares Manolo Caracol - Пасодобль: The Dance Мишель Легран                        | - Did You Ever Feel Lonely Гэри Мур - The Messiah Will Come Again Гэри Мур                                                                                           | - Grande Polonaise for Piano and Orchestra из к/ф «Пианист» Фридерик Шопен |

(с Е. Ильиных)
| Сезон     | Короткий танец | Произвольный танец                                                 | Показательные выступления                                                                |
| --------- | --- | ------------------------------------------------------------------ | ---------------------------------------------------------------------------------------- |
| 2013/2014 | Квикстеп: Bei Mir Bistu Shein Шолом Секунда Фокстрот: Sixteen Tons в исполнении Лиэнн Раймс Квикстеп: Sing, Sing, Sing | Лебединое озеро Пётр Ильич Чайковский хореография Николая Морозова | I Believe Ayaka Снег Филипп Киркоров, Анастасия Петрик Адажио Альбинони Томазо Альбинони |
| 2012/2013 | Андижанская полька | Привидение (мюзикл) Дэйв Стюарт и Глен Баллард                     | Кони привередливые Гарик Сукачёв Someone like You Адель                                  |
| 2011/2012 | HipHip ChinChin Club des Belugas Mas Que Nada Сержио Мендес Mujer Latina Kike Satander                                 | Ave Maria в исполнении Томаса Спенсера-Уортли                      | Black Velvet Аланна Майлз Someone like You Адель                                         |
| 2010/2011 | Вальс: из к/ф «Агония» Альфред Шнитке Танго: Red Tango Баян-Микс                                                       | «Дон Кихот» Людвиг Минкус                                          | «I Put a Spell on You» Nina Simone Petite Fleur & Rock Around the Clock                  |
| 2009/2010 | Sikuriadas (Panpipes Of The Andes) Incantation                                                                         | «Список Шиндлера» Джон Уильямс Скрипач на крыше                    | Petite Fleur & Rock Around the Clock                                                     |
| 2008/2009 | Selections Sing, Sing, Sing Луи Прима                                                                                  | Selections Globus                                                  |                                                                                          |

## Спортивные достижения

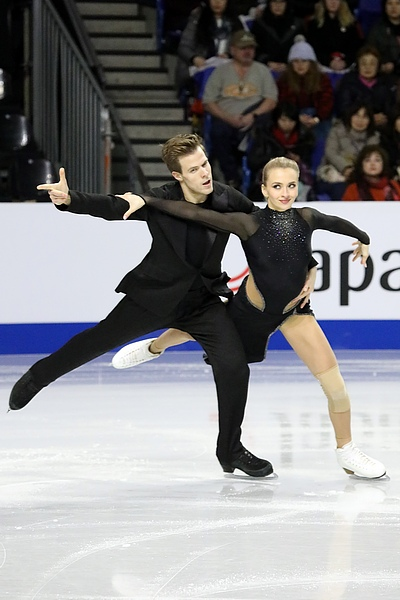
Выступление в финале Гран-при 2018

### с Викторией Синициной
| Соревнования                              | 14/15         | 15/16         | 16/17         | 17/18         | 18/19         | 19/20         | 20/21         | 21/22         |
| Международные                             | Международные | Международные | Международные | Международные | Международные | Международные | Международные | Международные |
| ----------------------------------------- | ------------- | ------------- | ------------- | ------------- | ------------- | ------------- | ------------- | ------------- |
| Олимпийские игры                          |               |               |               |               |               |               |               | 2             |
| Олимпийские игры — командные соревнования |               |               |               |               |               |               |               | 3             |
| Чемпионаты мира                           |               | 9             |               |               | 2             |               | 1             |               |
| Чемпионаты Европы                         |               | 4             | 10            |               | 4             | 1             | C             | 1             |
| Финалы Гран-при                           |               |               |               |               | 2             | 6             | C             | C             |
| Этапы Гран-при: Cup of China              |               |               | 4             |               |               | 1             |               |               |
| Этапы Гран-при: NHK Trophy                | 7             |               | 5             | 4             |               |               |               | 1             |
| Этапы Гран-при: Rostelecom Cup            | 4             | 3             |               |               |               | 1             | 1             | 1             |
| Этапы Гран-при: Internationaux de France  |               |               |               |               | 2             |               |               |               |
| Этапы Гран-при: Skate Canada              |               |               |               |               | 2             |               |               |               |
| Этапы Гран-при: Skate America             |               | 2             |               | 3             |               |               |               |               |
| Ondrej Nepela Trophy                      |               |               |               |               | 1             |               |               |               |
| Minsk-Arena Ice Star                      |               |               |               | 3             |               |               |               |               |
| Командный чемпионат мира                  |               |               |               |               | 3             |               | 1             |               |
| Национальные                              |               |               |               |               |               |               |               |               |
| Чемпионаты России                         | 4             | 2             | 3             | WD            | 1             | 1             | WD            | WD            |
| Финал Кубка России                        |               |               |               |               |               |               | 1             |               |
| Этапы Кубка России. I этап                |               |               |               |               | 1             |               |               |               |
| Этапы Кубка России. II этап               |               |               | 1             | 1             |               |               |               |               |
| Национальные командные                    |               |               |               |               |               |               |               |               |
| Кубок Первого канала                      |               |               |               |               |               |               |               | 1             |

- WD — пара снялась с соревнований.
- C — соревнование было отменено.

### c Еленой Ильиных

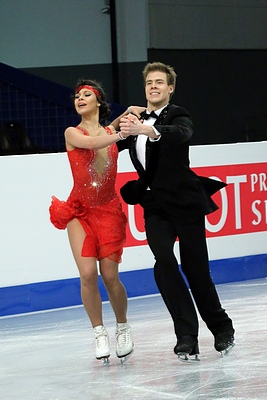
Елена Ильиных и Никита Кацалапов на чемпионате Европы (2014 год)

| Международные                        | Международные | Международные | Международные | Международные | Международные | Международные |
| Соревнования                         | 08/09         | 09/10         | 10/11         | 11/12         | 12/13         | 13/14         |
| ------------------------------------ | ------------- | ------------- | ------------- | ------------- | ------------- | ------------- |
| Олимпийские игры                     |               |               |               |               |               | 3             |
| Олимпийские игры — командный турнир  |               |               |               |               |               | 1             |
| Чемпионаты мира                      |               |               | 7             | 5             | 9             | 4             |
| Чемпионаты Европы                    |               |               | 4             | 3             | 2             | 2             |
| Финалы Гран-при                      |               |               |               |               | 6             |               |
| Этапы Гран-При: Trophée Eric Bompard |               |               |               | 4             |               | 2             |
| Этапы Гран-при: NHK Trophy           |               |               | 4             | 3             | 2             | 4             |
| Этапы Гран-при: Rostelecom Cup       |               |               | 3             |               | 2             |               |
| Международные: Юниоры                |               |               |               |               |               |               |
| Чемпионаты мира среди юниоров        |               | 1             |               |               |               |               |
| Финалы юниорского Гран-при           |               | 2             |               |               |               |               |
| Этапы юниорского Гран-при, Венгрия   |               | 1             |               |               |               |               |
| Этапы юниорского Гран-при, Польша    |               | 1             |               |               |               |               |
| Национальные                         |               |               |               |               |               |               |
| Чемпионаты России                    |               |               | 3             | 2             | 2             | 2             |
| Первенство России среди юниоров      | 4             | 2             |               |               |               |               |

## Детальные результаты

### С Викторией Синициной

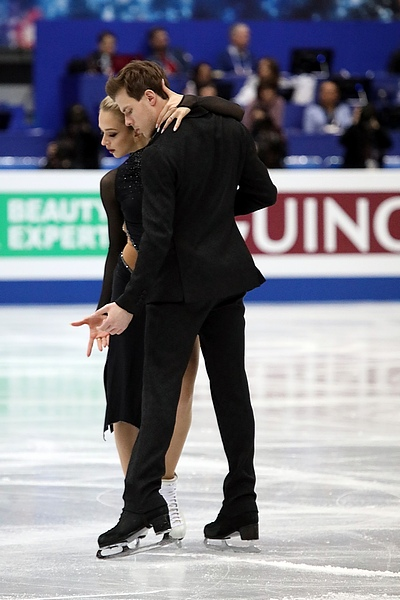
Синицина и Кацалапов на чемпионате мира

На чемпионатах ИСУ награждают малыми медалями за ритмический и произвольный танец
| 2021/2022 сезон           | 2021/2022 сезон                                        | 2021/2022 сезон | 2021/2022 сезон | 2021/2022 сезон |
| Дата                      | Соревнование                                           | РТ              | ПТ              | Общее           |
| ------------------------- | ------------------------------------------------------ | --------------- | --------------- | --------------- |
| 12-14 февраля 2022        | Олимпийские игры 2022                                  | 2 88,85         | 2 131,66        | 2 220,51        |
| 4-7 февраля 2022          | Олимпийские игры 2022 — командные соревнования         | 2 85,05         | 2 128,17        | 1T              |
| 10-16 января 2022         | Чемпионат Европы 2022                                  | 1 87.89         | 1 130.07        | 1 217.96        |
| 21-26 декабря 2021        | Чемпионат России 2022                                  | 1 93.61         | WD              | WD              |
| 26-28 ноября 2021         | Rostelecom Cup                                         | 1 86.81         | 1 124.91        | 1 211.72        |
| 12-14 ноября 2021         | NHK Trophy 2021                                        | 1 86.33         | 1 129.11        | 1 215.44        |
| 2020/2021 сезон           |                                                        |                 |                 |                 |
| Дата                      | Соревнование                                           | РТ              | ПТ              | Общее           |
| 15-18 апреля 2021         | Командный чемпионат мира 2021                          | 1 86.66         | 1 130.15        | 1T/1P 216.81    |
| 22-28 марта 2021          | Чемпионат мира 2021                                    | 1 88.15         | 1 133.02        | 1 221.17        |
| 26 февраля — 2 марта 2021 | Финал кубка России                                     | 1 90.44         | 1 132.68        | 1 223.12        |
| 20-22 ноября 2020         | Rostelecom Cup 2020                                    | 1 91.13         | 1 126.38        | 1 217.51        |
| 10-13 октября 2020        | Второй этап кубка России. Москва. domestic competition | 1 89.52         | WD              | WD              |
| 2019/2020 сезон           |                                                        |                 |                 |                 |
| Дата                      | Соревнование                                           | РТ              | ПТ              | Общее           |
| 24-25 января 2020         | Чемпионат Европы 2020                                  | 2 88.73         | 1 131.69        | 1 220.42        |
| 24-29 декабря 2019        | Чемпионат России 2020                                  | 1 88.43         | 2 132.31        | 1 220.74        |
| 4-8 декабря 2019          | Финал Гран-при 2019                                    | 4 81.51         | 6 121.88        | 6 203.39        |
| 15-17 ноября 2019         | Rostelecom Cup 2019                                    | 1 86.09         | 1 126.06        | 1 212.15        |
| 8-10 ноября 2019          | Cup of China 2019                                      | 1 85.39         | 2 124.51        | 1 209.90        |
| 3-5 октября 2019          | Shanghai Trophy 2019                                   | 1 86.77         | 1 126.77        | 1 213.54        |
| 19-21 сентября 2019       | Ondrej Nepela Trophy 2019                              | 1 78.44         | 1 119.70        | 1 198.14        |
| 2018/2019 сезон           |                                                        |                 |                 |                 |
| Дата                      | Соревнование                                           | РТ              | ПТ              | Общее           |
| 11 — 14 апреля 2019       | Командный чемпионат мира 2019                          | 2 84.57         | 2 130.63        | 3T/2P 215.20    |
| 18 — 24 марта 2019        | Чемпионат мира 2019                                    | 2 83.94         | 2 127.82        | 2 211.76        |
| 21-27 января 2019         | Чемпионат Европы 2019                                  | 5 70.24         | 3 123.71        | 4 193.95        |
| 19-23 декабря 2018        | Чемпионат России 2019                                  | 1 84.01         | 1 128.31        | 1 212.32        |
| 6-9 декабря 2018          | Финал Гран-при 2018                                    | 3 77.33         | 2 124.04        | 2 201.37        |
| 23-25 ноября 2018         | Internationaux de France 2018                          | 2 77.91         | 2 122.47        | 2 200.38        |
| 26-28 октября 2018        | Skate Canada 2018                                      | 2 74.66         | 1 120.51        | 2 195.17        |
| 19-22 сентября 2018       | Ondrej Nepela Trophy 2018                              | 1 75.96         | 1 120.46        | 1 196.42        |
| 2017/2018 сезон           |                                                        |                 |                 |                 |
| Дата                      | Соревнование                                           | КТ              | ПТ              | Общее           |
| 21-24 декабря 2017        | Чемпионате России 2018                                 | 4 68.46         | WD              | WD              |
| 24—26 ноября 2017         | Skate America 2017                                     | 3 68.72         | 3 107.81        | 3 176.53        |
| 10—12 ноября 2017         | NHK Trophy 2017                                        | 4 72.49         | 4 104.66        | 4 177.15        |
| 26—29 октября 2017        | Minsk-Arena Ice Star 2017                              | 3 63.81         | 3 101.49        | 3 165.30        |
| 2016/2017 сезон           |                                                        |                 |                 |                 |
| Дата                      | Соревнование                                           | КТ              | ПТ              | Общее           |
| 25—29 января 2017         | Чемпионат Европы 2017                                  | 8 64.67         | 12 89.84        | 10 154.51       |
| 22—25 декабря 2016        | Чемпионат России 2017                                  | 3 73.78         | 4 104.67        | 3 178.45        |
| 25—27 ноября 2016         | NHK Trophy 2016                                        | 4 68.85         | 5 100.77        | 5 169.62        |
| 18—20 ноября 2016         | Cup of China 2016                                      | 4 70.24         | 4 101.70        | 4 171.94        |
| 2015/2016 сезон           |                                                        |                 |                 |                 |
| Дата                      | Соревнование                                           | КТ              | ПТ              | Общее           |
| 28 марта — 3 апреля 2016  | Чемпионат мира 2016                                    | 9 67.68         | 10 101.29       | 9 168.97        |
| 26—31 января 2016         | Чемпионат Европы 2016                                  | 4 68.33         | 4 104.32        | 4 172.65        |
| 23—27 декабря 2015        | Чемпионат России 2016                                  | 1 73.96         | 3 101.87        | 2 175.83        |
| 20—22 ноября 2015         | Cup of Russia 2015                                     | 3 63.63         | 3 103.77        | 3 167.40        |
| 23—25 октября 2015        | Skate America 2015                                     | 2 62.76         | 2 99.45         | 2 162.21        |
| 2014/2015 сезон           |                                                        |                 |                 |                 |
| Дата                      | Соревнование                                           | КТ              | ПТ              | Общее           |
| 25—28 декабря 2014        | Чемпионат России 2015                                  | 4 60.79         | 4 97.78         | 4 158.57        |
| 28—30 ноября 2014         | NHK Trophy 2014                                        | 5 54.94         | 8 67.37         | 7 122.31        |
| 14—16 ноября 2014         | Cup of Russia 2014                                     | 4 57.96         | 4 89.59         | 4 147.55        |

### С Еленой Ильиных

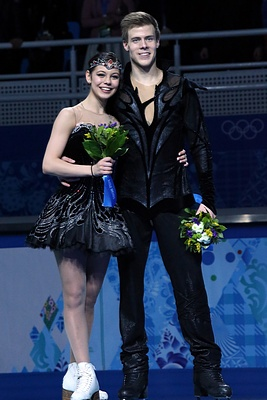
Елена Ильиных и Никита Кацалапов — бронзовые призёры Олимпийских игр 2014

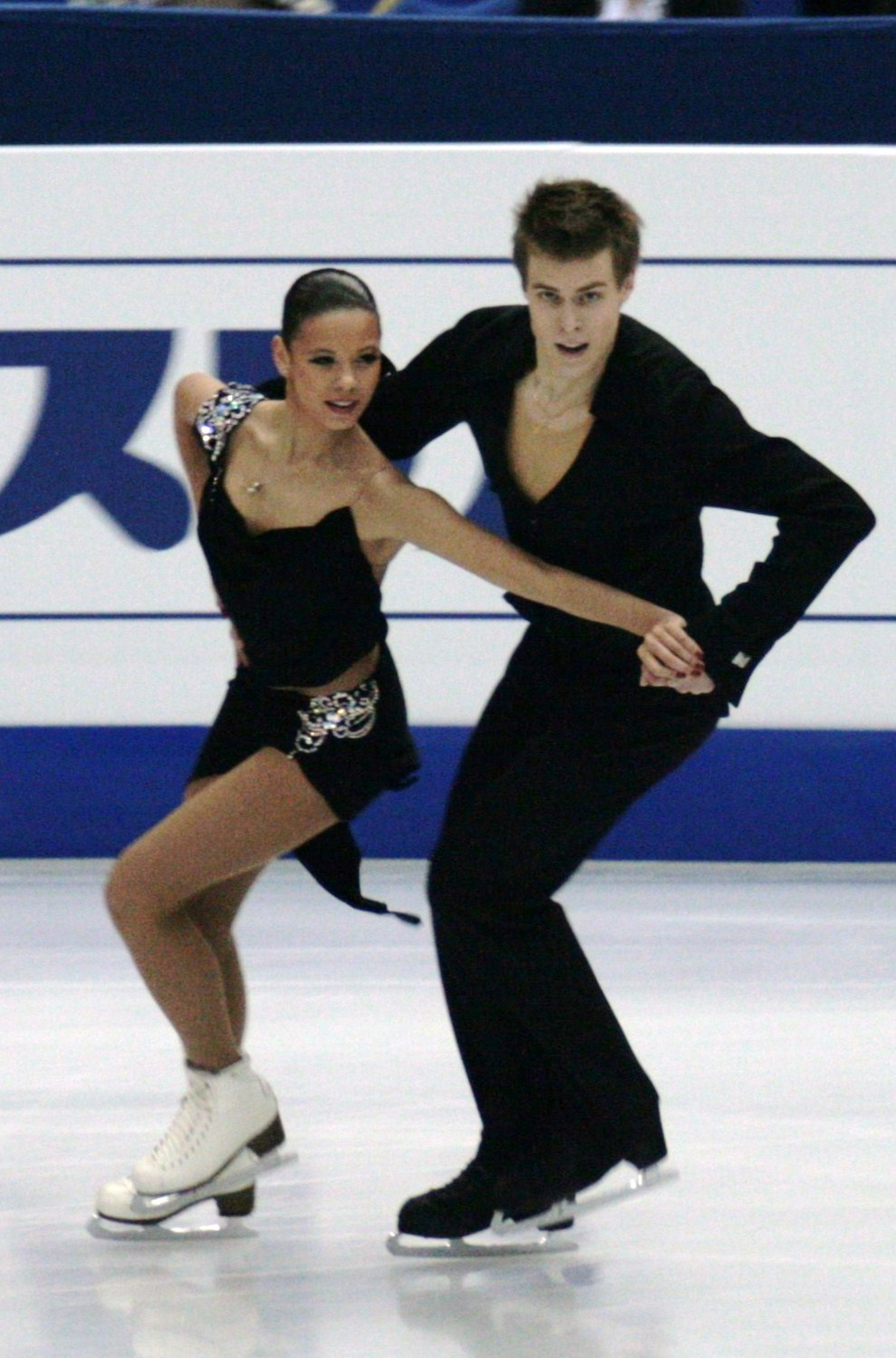
Ильиных и Кацалапов на чемпионате мира 2012

| 2013/2014 сезон            | 2013/2014 сезон                                | 2013/2014 сезон | 2013/2014 сезон | 2013/2014 сезон | 2013/2014 сезон | 2013/2014 сезон |
| Дата                       | Соревнование                                   | КТ              | ПТ              | Общее           |                 |                 |
| -------------------------- | ---------------------------------------------- | --------------- | --------------- | --------------- | --------------- | --------------- |
| 28—29 марта 2014           | Чемпионат мира 2014                            | 5 65,67         | 1 108,71        | 4 174,38        |                 |                 |
| 16—17 февраля 2014         | Олимпийские игры 2014                          | 3 73,04         | 3 110,44        | 3 183,48        |                 |                 |
| 6—9 февраля 2014           | Олимпийские игры 2014 (Командные соревнования) |                 | 3 103,48        | 1               |                 |                 |
| 15—19 января 2014          | Чемпионат Европы 2014                          | 2 69,54         | 2 100,97        | 2 170,51        |                 |                 |
| 24—27 декабря 2013         | Чемпионат России 2014                          | 2 68,67         | 2 99,34         | 2 168,01        |                 |                 |
| 15—17 ноября 2013          | Trophée Eric Bompard 2013                      | 3 69,07         | 2 102,82        | 2 171,89        |                 |                 |
| 8—10 ноября 2013           | NHK Trophy 2013                                | 4 61,35         | 4 94,02         | 4 155,37        |                 |                 |
| 2012/2013 сезон            |                                                |                 |                 |                 |                 |                 |
| Дата                       | Соревнование                                   | КТ              | ПТ              | Общее           |                 |                 |
| 10—17 марта 2013           | Чемпионат мира 2013                            | 9 66,07         | 10 91,45        | 9 157,52        |                 |                 |
| 23—27 января 2013          | Чемпионат Европы по фигурному катанию 2013     | 2 68,98         | 1 100,16        | 2 169,14        |                 |                 |
| 25—28 декабря 2012         | Чемпионат России 2013                          | 2 66,14         | 2 105,53        | 2 171,67        |                 |                 |
| 6—9 декабря 2012           | Финал Гран-при                                 | 6 63,56         | 5 92,80         | 6 156,36        |                 |                 |
| 22—25 ноября 2012          | NHK Trophy 2012                                | 3 59,96         | 2 96,66         | 2 156,62        |                 |                 |
| 8—11 ноября 2012           | Rostelecom Cup 2012                            | 2 65,70         | 2 92,76         | 2 158,46        |                 |                 |
| 30 октября — 4 ноября 2012 | Crystal Skate 2012                             | 1 70,95         | 1 103,61        | 1 174,56        |                 |                 |
| 2011/2012 сезон            |                                                |                 |                 |                 |                 |                 |
| Дата                       | Соревнование                                   | КТ              | ПТ              | Общее           |                 |                 |
| 18-22 апреля 2012          | Командный чемпионат мира 2012                  | 5 60,44         | 5 86,40         | 5T/5P 146,84    |                 |                 |
| 26—29 марта 2012           | Чемпионат мира 2012                            | 5 65,34         | 5 95,66         | 5 161,00        |                 |                 |
| 23—29 января 2012          | Чемпионат Европы 2012                          | 7 59,49         | 3 93,63         | 3 153,12        |                 |                 |
| 25—29 декабря 2011         | Чемпионат России 2012                          | 2 66,94         | 2 95,00         | 2 161,94        |                 |                 |
| 18—20 ноября 2011          | Trophée Eric Bompard 2011                      | 4 58,17         | 4 82,15         | 4 140,32        |                 |                 |
| 11—13 ноября 2011          | NHK Trophy 2011                                | 1 61,83         | 3 87,65         | 3 149,48        |                 |                 |
| 2010/2011 сезон            |                                                |                 |                 |                 |                 |                 |
| Дата                       | Соревнование                                   | КТ              | ПТ              | Общее           |                 |                 |
| 24 апреля — 1 мая 2011     | Чемпионат мира 2011                            | 6 65,51         | 10 88,99        | 7 154,50        |                 |                 |
| 24—30 января 2011          | Чемпионат Европы по фигурному катанию 2011     | 4 60,93         | 4 92,55         | 4 153,48        |                 |                 |
| 26—29 декабря 2010         | Чемпионат России 2011                          | 2 62,30         | 4 87,42         | 3 149,72        |                 |                 |
| 19—21 ноября 2010          | Cup of Russia 2010                             | 6 49,14         | 2 85,65         | 3 134,79        |                 |                 |
| 22—24 октября 2010         | NHK Trophy 2010                                | 3 56,89         | 4 78,16         | 4 135,05        |                 |                 |

| 2009/2010 сезон               | 2009/2010 сезон                                        | 2009/2010 сезон | 2009/2010 сезон | 2009/2010 сезон | 2009/2010 сезон | 2009/2010 сезон |
| Дата                          | Соревнование                                           | Категория       | CD              | OD              | FD              | Общее           |
| ----------------------------- | ------------------------------------------------------ | --------------- | --------------- | --------------- | --------------- | --------------- |
| 8—14 марта 2010               | Чемпионат мира по фигурному катанию среди юниоров 2010 | Юниоры          | 1 37,52         | 1 59,94         | 1 90,82         | 1 188,28        |
| 3—6 февраля 2010              | Чемпионат России(Юниоры) 2010                          | Юниоры          | 2 36,85         | 2 60,00         | 2 87,66         | 2 184,51        |
| 3—6 декабря 2009              | Финал Гран-при                                         | Юниоры          | 3 54,35         | 2 85,01         | 2 139,36        |                 |
| 9—13 сентября 2009            | Гран-При Польши                                        | Юниоры          | 1 35,02         | 1 54,03         | 1 82,56         | 1 171,61        |
| 26 августа — 30 сентября 2009 | Гран-При Венгрии                                       | Юниоры          | 1 34,10         | 1 50,46         | 1 81,50         | 1 166,06        |

## Награды и спортивные звания
- Орден Почёта (25 февраля 2022 года) — за высокие спортивные достижения, волю к победе, стойкость и целеустремлённость, проявленные на XXIIV Олимпийских зимних играх 2022 года в городе Пекине (Китайская Народная Республика)[144];
- Орден Дружбы (24 февраля 2014 года) — за большой вклад в развитие физической культуры и спорта, высокие спортивные достижения на XXII Олимпийских зимних играх 2014 года в городе Сочи[145][146].
- Медаль «За воинскую доблесть» II степени (Минобороны, 2014 год) — за большой вклад в развитие физической культуры и спорта, высокие спортивные достижения на XXII Олимпийских зимних играх 2014 года[147]
- Заслуженный мастер спорта России (10 февраля 2014 года)[148]
- Мастер спорта России международного класса (23 мая 2011 года)[149].